# Chris Applebaum
Chris Applebaum é um director de videoclipes norte-americano, que trabalhou com vários artistas reconhecidos, tais como, Rihanna, American Hi-Fi, Hilary Duff, The Mighty Mighty Bosstones, Mandy Moore, Natasha Bedingfield, Fountains of Wayne e Britney Spears. Vinte e um dos seus telediscos tornaram-se número um na MTV. Por ter trabalhado no projecto para "Umbrella" de Rihanna e Jay-Z, Chris acabou por ser destacado nos MTV Video Music Awards de 2007 na categoria Video of the Year.

## Videografia

### 1992
1. Material Issue - "Everything"
2. The Greenberry Woods - "Trampoline"

### 1993
1. Gumbo - "Basement Music"
2. Monsterlan - "Insulation"
3. New Radiant Storm King - "Surf King"
4. Yaggfu Front - "Lookin' for a Contract"
5. Y'all So Stupid - "Van Full of Pakistans"

### 1994
1. Belly - "Feed the Tree"
2. Catherine - "Songs About Girls"
3. Jamal-Ski - "African Border"
4. Sounds of Blackness- "I Believe"
5. Sounds Of Blackness - "Everything's Gonna Be Alright"
6. Ween - "I Can't Put My Finger on It"
7. Zeke Fiddler - "Grounded"

### 1995
1. Belly- "Now They'll Sleep"
2. Better Than Ezra - "Good"
3. Collective Soul - "Smashing Young Man" (Version #1)
4. Dragmules - "Send Away"
5. Eve's Plum - "Jesus Loves You (Not as much as I Do)"
6. Green Apple Quick Step - "Los Vargos"
7. The Mighty Mighty Bosstones - "Hell of a Hat"
8. Possum Dixon - "Emergency's About to End"

### 1996
1. Cowboy Junkies - "A Common Disaster"
2. Dishwalla - "Counting Blue Cars"
3. Letters to Cleo - "Dangerous Type"
4. Metal Molly - "Orange"
5. Pluto - "When She Was Happy"
6. Superdrag - "Sucked Out"
7. Superdrag - "Destination Ursa Major"

### 1997
1. Buck-O-Nine - "My Town"
2. Fountains of Wayne - "Sink to the Bottom"
3. Freedy Johnston - "On The Way Out"
4. Luscious Jackson - "Under Your Skin"
5. The Mighty Mighty Bosstones - "Royal Oil"
6. The Mighty Mighty Bosstones - "The Impression That I Get"
7. Size 14 - "Claire Danes Poster"
8. Jamie Walters - "I'll Do Anything for You"

### 1998
1. Everything - "Hooch" (Version #2)
2. Lisa Loeb - "Let's Forget About It"
3. Semisonic - "Closing Time"
4. Semisonic - "Singing in My Sleep"

### 1999
1. Lit - "Zip-Lock"
2. Jennifer Paige - "Sober"
3. Soul Coughing - "Circles"

### 2000
1. Tara MacLean - "If I Fall"
2. Splender - "I Think God Can Explain"
3. Third Eye Blind - "Deep Inside of You"

### 2001
1. American Hi-Fi - "Flavor of the Weak"
2. Willa Ford (com Royce da 5'9") - "I Wanna Be Bad"
3. Willa Ford - "Did Ya Understand That?"
4. Mandy Moore - "Crush"
5. Powderfinger - "My Happiness"
6. Semisonic - "Over My Head"

### 2002
1. Nick Carter - "Help Me"
2. Céline Dion - "Goodbye's (The Saddest Word)"
3. LoveHer - "Girlfriend"
4. Mandy Moore - "Cry"
5. M2M - "Everything"
6. Britney Spears - "I Love Rock 'n' Roll"
7. Britney Spears - "Overprotected"
8. 3LW - "I Do (Wanna Get Close to You)"

### 2003
1. American Hi-Fi - "The Art of Losing"
2. Hilary Duff - "So Yesterday"
3. Fountains of Wayne - "Stacy's Mom"
4. Jewel - "Stand"
5. Kid Rock - "Feel Like Making Love"

### 2004
1. Hilary Duff & Haylie Duff - "Our Lips Are Sealed"
2. Hilary Duff - "Fly"
3. Fountains of Wayne - "Mexican Wine"
4. Hanson - "Penny & Me"
5. Jessica Simpson - "Take My Breath Away"

### 2005
1. American Hi-Fi - "The Geeks Get the Girls"
2. Natasha Bedingfield - "Unwritten"
3. Frankie J - "More Than Words"
4. Brie Larson - "She Said"
5. Kelly Osbourne - "One Word"

### 2006
1. Aly & AJ - "Chemicals React"
2. Paris Hilton - "Stars Are Blind"
3. Vanessa Hudgens - "Come Back to Me"
4. The Pussycat Dolls - "I Don't Need a Man"
5. Rihanna - "SOS"
6. 3LW (com Jermaine Dupri) - "Feelin' You"

### 2007
1. Vanessa Hudgens - "Say OK" (primeira versão)
2. Aly & AJ - "Potential Breakup Song"
3. Mary J. Blige - "Just Fine"
4. Rihanna (com Jay-Z) - "Umbrella"
5. Ashley Tisdale - "He Said She Said"

### 2008
1. Anastacia - "I Can Feel You"
2. Brit and Alex - "Let It Go"
3. Mariah Carey - "I'll Be Lovin' U Long Time"
4. Hayden Panettiere - "Wake Up Call"

### 2009
1. Miley Cyrus - "Party in the U.S.A."

### 2010
1. American Hi-Fi - "Lost"

### 2011
1. Selena Gomez & the Scene - "Who Says"
2. Paris Hilton - "Jailhouse Baby"

### 2012
1. Neon Hitch - "F U Betta"

### 2013
1. Demi Lovato - "Heart Attack"